# Dreux d’Amiens
Dreux d’Amiens (deutsch: Drogo; † 1194/95) war ein Kastellan von Amiens, Herr von Vignacourt und Flixecourt (heute im Département Somme) und Kreuzritter. Er war der Sohn des Kastellans Adalhelm II. von Amiens.
Im Gefolge des Königs Philipp II. August von Frankreich nahm Dreux am Dritten Kreuzzug teil und erreichte 1191 die Belagerung von Akkon. Nach der Einnahme von Akkon entschloss er sich, beim Kreuzzug zu verbleiben, während der französische König in die Heimat abzureisen gedachte. Um das zu verhindern, bat Dreux den englischen König Richard Löwenherz, den französischen König zum Bleiben zu bewegen, was letztlich erfolglos blieb. Im weiteren Verlauf des Kreuzzugs fungierte er als Vermittler zwischen Richard Löwenherz und dem in Tyrus residierenden Konrad von Montferrat und kämpfte in der Schlacht von Arsuf mit.
Dreux d’Amiens war verheiratet mit Margarete, einer Tochter des Grafen Anselm von Saint-Pol. Einer ihrer Söhne war Pierre d’Amiens († 1204), der ein prominenter Protagonist des Vierten Kreuzzugs war.